# Lijst van voetbalinterlands Estland - Faeröer
Deze lijst van voetbalinterlands is een overzicht van alle officiële voetbalwedstrijden tussen de nationale teams van Estland en Faeröer. De landen speelden tot op heden acht keer tegen elkaar. De eerste ontmoeting, een vriendschappelijke wedstrijd, werd gespeeld in Pyla (Cyprus) op 24 februari 1996. Het laatste duel, eveneens een vriendschappelijke wedstrijd, vond plaats op 8 juni 2024 in Tallinn.

## Wedstrijden
| № | Plaats   | Datum            | Competitie           | Wedstrijd         | Uitslag |
| - | -------- | ---------------- | -------------------- | ----------------- | ------- |
| 1 | Pyla     | 24 februari 1996 | Vriendschappelijk    | Estland – Faeröer | 2 – 2   |
| 2 | Tartu    | 6 augustus 1997  | Vriendschappelijk    | Estland – Faeröer | 0 – 2   |
| 3 | Tallinn  | 4 juni 1998      | EK 2000 kwalificatie | Estland – Faeröer | 5 – 0   |
| 4 | Tórshavn | 4 september 1999 | EK 2000 kwalificatie | Faeröer – Estland | 0 – 2   |
| 5 | Tallinn  | 4 juni 2008      | Vriendschappelijk    | Estland – Faeröer | 4 – 3   |
| 6 | Tallinn  | 11 augustus 2010 | EK 2012 kwalificatie | Estland – Faeröer | 2 – 1   |
| 7 | Toftir   | 7 juni 2011      | EK 2012 kwalificatie | Faeröer – Estland | 2 – 0   |
| 8 | Tallinn  | 8 juni 2024      | Vriendschappelijk    | Estland − Faeröer | 4 − 1   |

## Samenvatting
| Competitie        | Totaal gespeeld | Winst Estland | Gelijk | Winst Faeröer | Doelsaldo Estland – Faeröer |
| ----------------- | --------------- | ------------- | ------ | ------------- | --------------------------- |
| EK-kwalificatie   | 4               | 3             | 0      | 1             | 9 − 3                       |
| Vriendschappelijk | 4               | 2             | 1      | 1             | 10 − 8                      |
| Totaal            | 8               | 5             | 1      | 2             | 19 − 11                     |

Wedstrijden bepaald door strafschoppen worden, in lijn met de FIFA, als een gelijkspel gerekend.

## Details

### Eerste ontmoeting
| Vriendschappelijk (Pyla, Cyprus, 24 februari 1996): |       |                                         |
| Estland                                             | 2 – 2 | Faeröer                                 |
| Marko Kristal 13' Lembit Rajala 45'                 | goals | 30' Óli Johannesen 45' Henning Jarnskor |

### Tweede ontmoeting
| Vriendschappelijk (Tartu, Estland, 16 augustus 1997): |       |                                              |
| Estland                                               | 0 – 2 | Faeröer                                      |
|                                                       | goals | 47' Jens Erik Rasmussen 70' Jan Allan Müller |

### Derde ontmoeting
| EK 2000 kwalificatie (Tallinn, Estland, 4 juni 1998):                                  |       |         |
| Estland                                                                                | 5 – 0 | Faeröer |
| Kristen Viikmäe 12' Martin Reim 40' Sergei Terehhov 75' Andres Oper 86' Urmas Kirs 90' | goals |         |
| - Interlanddebuut van de Zweedse scheidsrechter Martin Ingvarsson.                     |       |         |

### Vierde ontmoeting
| EK 2000 kwalificatie (Tórshavn, Faeröer, 4 september 1999): |       |                                  |
| Faeröer                                                     | 0 – 2 | Estland                          |
|                                                             | goals | 88' Martin Reim 90' Raio Piiroja |

### Vijfde ontmoeting
| Vriendschappelijk (Tallinn, Estland, 4 juni 2008 ): |       |                                                               |
| Estland | 4 – 3 | Faeröer                                                       |
| Vjatšeslav Zahovaiko 9' Vjatšeslav Zahovaiko 14' Tarmo Kink 28' Jevgeni Novikov 75'                                                                                          | goals | 63' Christian Holst 66' Christian Holst 70' (pen.) Súni Olsen |
| - De tweede treffer van aanvaller Vjatšeslav Zahovaiko werd eind 2008 uitgeroepen tot het mooiste doelpunt van het jaar. Hij ontving de zogeheten Hõbepall ("Zilveren Bal"). |       |                                                               |

### Zesde ontmoeting
| EK 2012 kwalificatie (Tallinn, Estland, 11 augustus 2010): |       |                     |
| Estland                                                    | 2 – 1 | Faeröer             |
| Kaimar Saag 90+1' Raio Piiroja 90+3'                       | goals | 28' Jóan Edmundsson |

### Zevende ontmoeting
| EK 2012 kwalificatie (Toftir, Faeröer, 7 juni 2011): |       |         |
| Faeröer                                              | 2 – 0 | Estland |
| Fróði Benjaminsen 43' (pen.) Arnbjørn Hansen 47'     | goals |         |

EJL · A-internationals · Bondscoaches · Statistieken · Estisch vrouwenelftal · Olympisch elftal · Estland U21 · Estland U20 · Estland U19 · Estland U18 · Estland U17 · Estland U16
1920 – 1929 ·
1930 – 1939 ·
1940 – 1949 ·
1950 – 1990 · 
1990 – 1999 ·
2000 – 2009 ·
2010 – 2019 ·
2020 − 2029
OS 1924
1920 ·
1921 ·
1922 ·
1923 ·
1924 ·
1925 ·
1926 ·
1927 ·
1928 ·
1929 · 
1930 · 
1931 · 
1932 · 
1933 · 
1934 · 
1935 · 
1936 · 
1937 · 
1938 · 
1939 · 
1940 · 
1941 · 
1942 · 
1943 · 1944 · 
1945 · 
1946 · 
1947 · 
1948 · 
1949 · 
1950 – 1990 · 
1991 · 
1992 · 
1993 · 
1994 · 
1995 · 
1996 · 
1997 · 
1998 · 
1999 · 
2000 · 
2001 · 
2002 · 
2003 · 
2004 · 
2005 · 
2006 · 
2007 · 
2008 · 
2009 · 
2010 · 
2011 · 
2012 · 
2013 · 
2014 · 
2015 · 
2016 ·
2017 ·
2018 ·
2019 ·
2020
Albanië ·
Andorra ·
Angola ·
Antigua en Barbuda ·
Argentinië ·
Armenië ·
Azerbeidzjan ·
België ·
Bosnië-Herzegovina ·
Brazilië ·
Bulgarije ·
Canada ·
Chili ·
China ·
Cyprus ·
Denemarken ·
Duitsland ·
Ecuador ·
Egypte ·
El Salvador ·
Engeland ·
Equatoriaal-Guinea ·
Faeröer ·
Fiji ·
Filipijnen ·
Finland ·
Frankrijk ·
Georgië · 
Gibraltar ·
Griekenland ·
Hongarije ·
Hongkong ·
Ierland ·
IJsland ·
Indonesië ·
Irak ·
Israël ·
Italië ·
Jordanië ·
Kazachstan ·
Kirgizië ·
Kroatië ·
Letland ·
Libanon ·
Liechtenstein ·
Litouwen ·
Luxemburg ·
Malta ·
Marokko ·
Mexico ·
Moldavië ·
Montenegro ·
Nederland ·
Nieuw-Caledonië ·
Nieuw-Zeeland ·
Noord-Ierland ·
Noord-Macedonië ·
Noorwegen ·
Oekraïne ·
Oezbekistan ·
Oman ·
Oostenrijk ·
Polen ·
Portugal ·
Qatar ·
Roemenië ·
Rusland ·
Saint Kitts en Nevis ·
San Marino ·
Saoedi-Arabië ·
Schotland ·
Servië ·
Slovenië ·
Slowakije · 
Spanje ·
Tadzjikistan ·
Thailand ·
Trinidad en Tobago ·
Tsjechië ·
Turkije ·
Turkmenistan ·
Uruguay ·
Vanuatu ·
Venezuela ·
Verenigde Arabische Emiraten ·
Verenigde Staten ·
Vietnam ·
Wales ·
Wit-Rusland ·
Zweden ·
Zwitserland
FSF · A-internationals · Statistieken · Bondscoaches · Faeröers vrouwenelftal · Faeröer U21 · Faeröer U20 · Faeröer U19 · Faeröer U18 · Faeröer U17 · Faeröer U16
1980 – 1989 ·
1990 – 1999 ·
2000 – 2009 ·
2010 – 2019 ·
2020 – 2029
1988 · 
1989 · 
1990 ·
1991 · 
1992 · 
1993 · 
1994 · 
1995 · 
1996 · 
1997 · 
1998 · 
1999 · 
2000 · 
2001 · 
2002 · 
2003 · 
2004 · 
2005 · 
2006 · 
2007 · 
2008 · 
2009 · 
2010 · 
2011 · 
2012 · 
2013 · 
2014 · 
2015 · 
2016 ·
2017 ·
2018 ·
2019 ·
2020 ·
2021 ·
2022 ·
2023 ·
2024
Albanië ·
Andorra ·
Armenië ·
Azerbeidzjan ·
België ·
Bosnië en Herzegovina ·
Canada ·
Cyprus ·
Denemarken ·
Duitsland ·
Estland ·
Finland ·
Frankrijk ·
Georgië ·
Gibraltar ·
Griekenland ·
Hongarije ·
Ierland ·
IJsland ·
Israël ·
Italië ·
Joegoslavië ·
Kazachstan ·
Kosovo ·
Letland · 
Liechtenstein ·
Litouwen ·
Luxemburg ·
Malta ·
Moldavië ·
Nederland ·
Noord-Ierland ·
Noord-Macedonië ·
Noorwegen ·
Oekraïne ·
Oostenrijk ·
Polen ·
Portugal ·
Roemenië ·
Rusland ·
San Marino ·
Schotland ·
Servië ·
Servië en Montenegro · 
Slovenië ·
Slowakije ·
Spanje ·
Thailand ·
Tsjechië ·
Tsjecho-Slowakije ·
Turkije ·
Wales ·
Zweden ·
Zwitserland